# アブドゥルワーヒド・ブン・マスウード・ブン・ムハンマド・アンヌーリー
アブドゥルワーヒド・ブン・マスウード・ブン・ムハンマド・アンヌーリー (アラビア語: عبد الواحد بن مسعود بن محمد عنوري)はモロッコのスルターンであったアフマド・マンスール・ザハビーの腹心であり、1600年にはイングランドとモロッコの同盟の構築を促進することを主要な任務として、イングランドのエリザベス1世の宮廷を訪れた大使となった。

## 経歴
アンヌーリーのイングランドへの訪問は、1551年のライオン号の出航や、イングランドとモロッコの間の貿易発展を目指すものであった1585年のイングランド・バーバリー会社の設立に引き続くものであった。エリザベス1世と北アフリカ諸国の間には外交関係と同盟が確立された。
16世紀末になると、1588年のスペインの無敵艦隊に対するイングランドの勝利や、1597年のエセックス伯ロバート・デヴァルーによるカディスの占領など、イングランドはスペインに対して大きな成功を収めた。その結果、スルターンのアフマド・マンスールはスペインへの共同侵攻を提案するために大使を送ることを決定した。アンヌーリーはアル＝ハジ・メッサとアル＝ハジ・バハネット、そしてアンダルシア出身の通訳であるアブド・エル＝ドダルを伴い、アレッポへの貿易使節団を装い内密にロンドンに立ち寄った。総計で、大使団は合計16名(イングランドに帰還する数名の罪人を含む)で、ロバート・キッチンの指揮の下イーグル号に乗船した。アンヌーリーは、1600年8月8日にドーバーに到着した。
アンヌーリーは1600年、スペインに対する同盟の交渉を目指し、エリザベス1世の宮廷で6ヶ月を過ごした。アンヌーリーはスペイン語をいくらか話したが、エリザベス1世とは通訳を通してイタリア語でコミュニケーションを図った。アンヌーリーを含む大使団は8月19日にエリザベス1世と会い、再び9月10日にエリザベス1世と直接面会をした。
モロッコの支配者アフマド・マンスール・ザハビーは、スペインを侵略するためにイングランドの艦隊の援助を求めた。エリザベス1世はその申し入れを断ったものの、大使団を歓迎し、両国間の商業協定の締結を受け入れた。エリザベス1世とスルターンのアフマド・マンスール・ザハビーは共同軍事作戦の様々な計画について協議を重ね続け、エリザベス1世は艦隊の供給のために10万ポンドの前払いを要求し、スルターンのアフマドは金銭の受け取りのためにイングランドの船を送ることを要請した。しかしながら、それらの議論は不成立のまま、両支配者は大使団の派遣から2年以内に死亡した。

## 大衆文化における受容
一説によると、アンヌーリーは、ウィリアム・シェイクスピアの劇作『オセロー』に登場するムーア人の主人公オセローに影響を与えたとされているが、他の説では、両者の間には関連性が全くないとの議論が行われている。2016年には、アンヌーリーに触発されたモロッコ版翻案『オセロー』において、オペラ歌手のデイヴィッド・セレロがオセロー役を演じた。
アンヌーリーの肖像画はストラトフォード＝アポン＝エイヴォンにあるシェイクスピア研究所に保管されている。